# 1326
Năm 1326 (MCCCXXVI) là một năm thường bắt đầu vào thứ Tư (liên kết sẽ hiển thị đầy đủ lịch) trong lịch Julius.

## Sinh
- 30 tháng 3 - Ivan II của Nga, Đại công tước của Muscovy (mất 1359)
- 5 tháng 3 - King Lajos I của Hungary (qua đời 1382)
- 1 tháng 5 - Rinchinbal Nguyên Ninh Tông, hoàng đế thứ 10 của nhà Nguyên (mất 1332)
- 8 tháng 5 - Joanna I của Auvergne, nữ hoàng Pháp (mất 1360)
- Ngày chưa biết:
  - Olivier de Clisson ('The Butcher), người lính người Pháp (mất 1407)
  - Robert của Durazzo, quý tộc Napoli (mất 1356)
  - Isaac ben Sheshet, người Tây Ban Nha (mất 1408)
  - Imagawa Sadayo, nhà thơ và người lính Nhật Bản (mất 1420)
- Có thể xảy ra:
  - Manuel Kantakouzenos, bạo chúa của Morea (mất 1380)
  - Seii, Vua của Chuzan (mất khoảng năm 1354)